# طواف جنوب إفريقيا 2011
طواف جنوب أفريقيا 2011 هو سباق دراجات هوائية، وهو الموسم الأول من طواف جنوب أفريقيا ‏، وأقيم خلال الفترة من 19 فبراير 2011، وحتى 26 فبراير 2011.
فاز  بالمركز الأول كريستيان هاوس، وبالمركز الثاني يوهان ربيع، وبالمركز الثالث داريل إيمبي.

## الفرق
| فرق قارية محترفة (4)- Veranda’s Willems-Accent - تيم نوفو نورديسك ‏ - Team Europcar - CCC Development Team ‏ فرق قارية (6)- JLT–Condor ‏ - نيبو-فيني فانتيني-يوربا أوفيني ‏ - برجس بي إتش ‏ - MTN Qhubeka - Team Bonitas ‏ - Team Differdange–Geba ‏ فرق وطنية (3)- فريق روسيا لركوب الدراجات ‏ - فريق المغرب لركوب الدراجات ‏ - فريق التشيك لركوب الدراجات للرجال‏ فريق دراجات هواة- Ruiter Dakkapellen-Wieler‏ |  |
| |  |

## الفائزون
| الترتيب | الفائز        |
| ------- | ------------- |
| الفائز  | كريستيان هاوس |
| الثاني  | يوهان ربيع    |
| الثالث  | داريل إيمبي   |